# Castro (San Francisco)
El Distrito Castro, también conocido como El Castro (The Castro) es un barrio en Eureka Valley en San Francisco. El Castro fue uno de los primeros barrios gay de Estados Unidos. Después de haber pasado de ser un barrio de clase trabajadora durante las décadas de 1960 y 1970, Castro sigue siendo uno de los símbolos más destacados del activismo y los eventos de lesbianas, gays, bisexuales y transgénero (LGBT) en el mundo.

## Descripción
La comunidad homosexual de San Francisco se concentra en la zona de negocios que se ubica en las calles Castro Street y Market Street hasta la calle N.º 19. Su extensión cubre desde Market Street hasta la Iglesia y a ambos lados del vecindario desde la avenida Church Street hasta Eureka Street. El Gran Castro incluye la zona residencial bordeada por los barrios de Mission District, Noe Valley, Twin Peaks y Haight-Ashbury. Algunos consideran el incluir a dos barrios aledaños de Duboce Triangle y Dolores Heights, los cuales poseen una gran presencia de la comunidad LGBT. Asimismo, es uno de los destinos más concurridos por el turismo homosexual en la Costa Oeste de los Estados Unidos.

## Historia

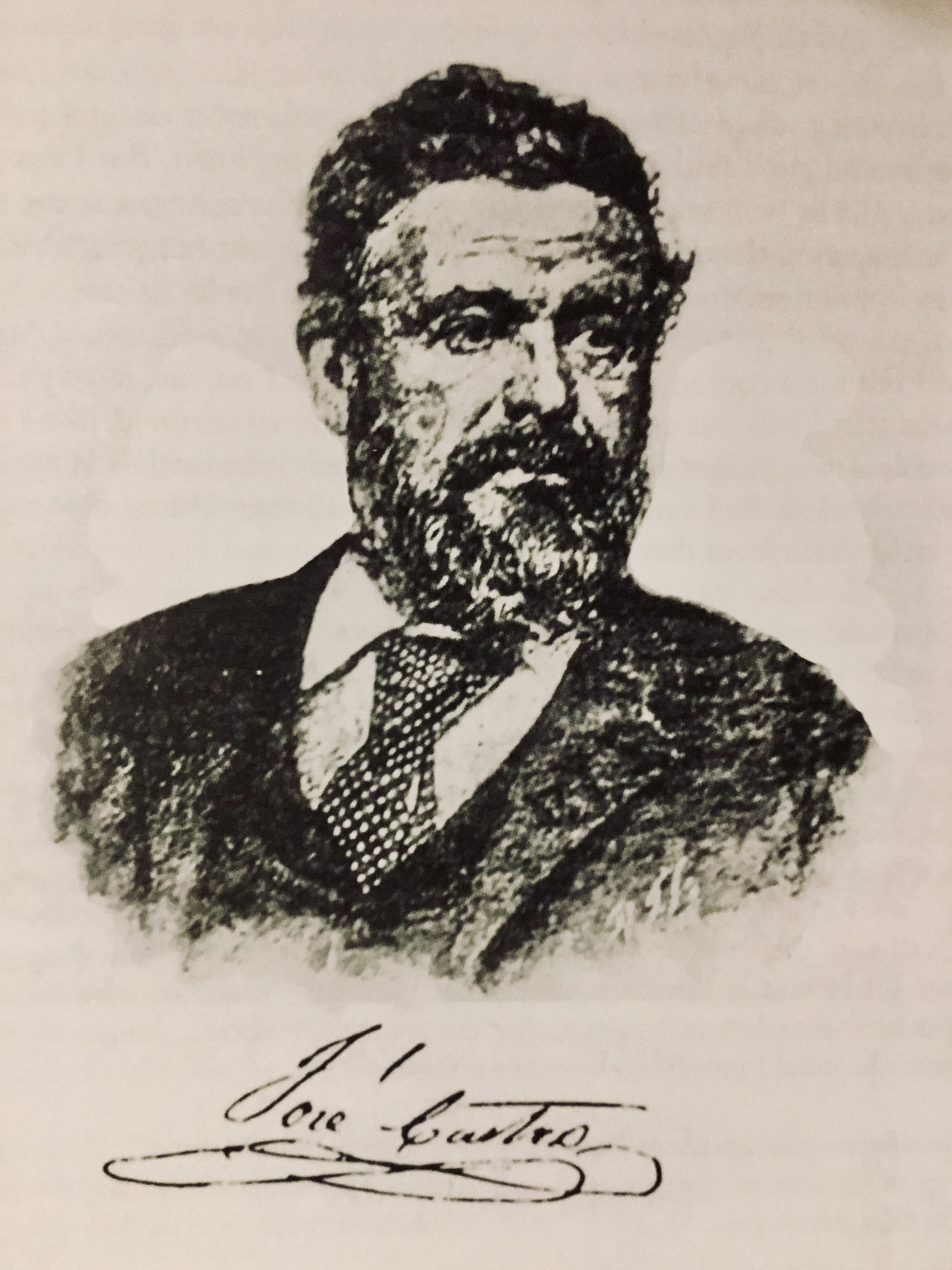
El Castro lleva el nombre de José Castro, un político californio que se desempeñó como gobernador de Alta California.

La calle Castro debe su nombre a José Castro (1808-1860), un líder de la oposición mexicana en contra de la toma estadounidense de California en el siglo XIX, y gobernador de Alta California (1835-1836). El barrio hoy conocido como "el Castro" surgió en 1887 cuando la Market Street Railway Company creó una línea del tranvía conectando Eureka Valley con el centro.
En 1891, Alfred E. Clarke construyó su mansión en la esquina de Douglass y la avenida Caselli en 250 Douglass, que comúnmente se conoce como la Mansión Caselli. Sobrevivió al terremoto e incendio de 1906 que destruyó una gran parte de San Francisco.

### Primeros años
Hasta el siglo XIX, la posesión territorial del Imperio ruso en América del Norte incluía el actual estado estadounidense de Alaska y asentamientos en los actuales estados estadounidenses de California (1 asentamiento) y Hawái (3 asentamientos, a partir de 1817). Estas posesiones rusas fueron denominadas colectiva y oficialmente con el nombre de América rusa desde 1733 hasta 1867. La incorporación formal de las posesiones por parte de Rusia no tuvo lugar hasta el establecimiento de la Russian-American Company (RAC) en 1799.
Entre 1809 y 1917, Finlandia era una parte autónoma del Imperio Ruso y se la conocía oficialmente como el Gran Ducado de Finlandia. Durante esta era, las operaciones de las flotas mercantes y navales, así como la construcción de buques de guerra, dependían en gran medida de los conocimientos, marineros y oficiales finlandeses. En ese momento, Rusia era una potencia naval relativamente joven, ganando gradualmente acceso al Mar Báltico solo después de que la ciudad de San Petersburgo fuera fundada en su costa en 1703, convirtiéndose oficialmente en parte de Rusia solo al final de la Gran guerra del Norte en 1721.
En 1839, la Iglesia Luterana de Sitka, la primera congregación protestante en la costa oeste de las Américas y la primera congregación luterana en toda la cuenca del Pacífico, fue fundada en Sitka, Alaska, por finlandeses que trabajaban para la Russian-American Company. Desde el principio, en 1840–1865, tres pastores finlandeses consecutivos sirvieron en este pastorado: Uno Cygnaeus (1840–1845), Gabriel Plathan (1845–1852) y Georg Gustaf Winter (1852–1865). Los finlandeses Aaron Sjöstrom y Otto Reinhold Rehn sirvieron como organistas y sacristanes parroquiales durante este período.
En 1841, bajo la gobernación de la América rusa por el finlandés Arvid Adolf Etholén (1840–1845) (ascendido a contraalmirante en 1847), el área ruso-estadounidense de Fort Ross en Bodega Bay, California, fue vendida a John Sutter. El 24 de enero de 1848, se descubrió el primer oro de California en la tierra de Sutter en Coloma, California, lo que condujo a la Fiebre del oro de California, después de que la noticia se difundiera en el extranjero, principalmente por los marineros finlandeses al servicio de la Russian-American Company.
Durante las últimas tres décadas de la existencia de la América rusa, los directores generales ("gobernadores") finlandeses de la América rusa incluyeron a Arvid Adolf Etholén (también conocido como Etolin) en 1840–1845 y Johan Hampus Furuhjelm en 1859–1864. Un tercer finlandés, Johan Joachim von Bartram, rechazó la oferta por el período de cinco años entre 1850 y 1855. Los tres eran oficiales navales imperiales de alto rango.

### Finales delsigloXIX
Durante la Fiebre del oro de California y después de ella, una importante población finlandesa se había asentado en San Francisco. Además de Etholén, Furuhjelm y Niebaum, varios finlandeses se habían convertido en nombres familiares en los círculos sociales de San Francisco cuando la corbeta finlandesa Kalevala ancló en San Francisco el 14 de noviembre de 1861. En consecuencia, la visita del barco a la ciudad recibió una muy cálida bienvenida y llamó mucho la atención.

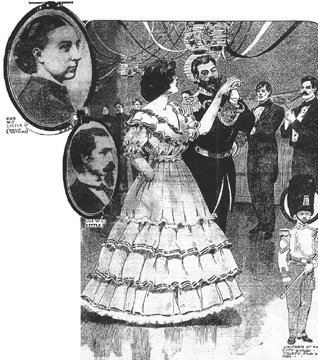
Una cena festiva organizada en honor del almirante Popoff y los oficiales navales de la Flota Rusa del Pacífico que visitaron San Francisco en 1863.

En 1863, un escuadrón de seis barcos de la Armada Imperial Rusa, parte de la Flota Rusa del Pacífico, navegó vía Vladivostok hacia la costa oeste de los Estados Unidos, para ayudar a defender las aguas allí contra un posible ataque del Reino Unido o Francia durante la guerra civil estadounidense (12 de abril de 1861-10 de mayo de 1865). Además de la corbeta Kalevala de fabricación finlandesa que regresaba a la costa oeste de los EE. UU., este escuadrón incluía otras tres corbetas, Bogatyr, Rynda y Novik (en ruso: "Новик"), así como dos clippers de fabricación finlandesa, las naves gemelas Abrek (en ruso: "Абрек") y Vsadnik (en ruso: "Всадник"), ambos construidos en la ciudad de Pori, en el suroeste de Finlandia, y botados en 1860. Los oficiales finlandeses que servían en el escuadrón incluían a Theodor Kristian Avellan, quien más tarde fue nombrado ministro de Asuntos de Marina del Imperio Ruso (función similar a la del Primer lord del Almirantazgo de Gran Bretaña). Entre los oficiales finlandeses que participaron en la expedición también se encontraban el Enqvist y Etholén (no el gobernador Etholén de la América rusa).
En el momento en que el capitán de barco finlandés Gustave Niebaum, fundador de Inglenook Winery (1879) en Rutherford, California, estaba ocupado haciendo negocios en el Área de la Bahía de San Francisco y Alaska, desde finales del siglo XIX hasta principios del siglo XX, ambos lugares tenían asentamientos finlandeses considerablemente grandes. Como gobernador de la América rusa de 1858 a 1864, el finlandés Johan Hampus Furuhjelm ayudó a allanar el camino para la compra estadounidense de Alaska, al igual que lo hizo Gustave Niebaum como cónsul de Rusia para los Estados Unidos en San Francisco en 1867 (en ese momento, Finlandia era un Gran Ducado autónomo de Rusia), cuando Alaska se convirtió en parte de los Estados Unidos de América.
Durante su mandato como gobernador de la América rusa, Furuhjelm puso fin a las hostilidades que involucraban a grupos de pueblos nativos de Alaska y logró abolir el Tratado de Hielo de Alaska con San Francisco. Según un contrato que se había firmado, la América rusa tenía que entregar una cierta cantidad de hielo a San Francisco a un precio fijo. El problema era que el producto se derretía de camino a los climas más cálidos. El contrato de hielo se volvió muy incómodo para la colonia rusa. Furuhjelm arregló un nuevo contrato para vender hielo a San Francisco: 3000 toneladas a $25,00 la tonelada.
El Club Finlandés n.° 1 registrado oficialmente se estableció en el distrito Castro de San Francisco en 1882. Poco después, se erigieron dos "Salones Finlandeses" ("Finnish Halls") en las cercanías. Uno estaba ubicado en la esquina de 24th Street y Hoffman Street. La otra sala estaba ubicada en Flint Street, en "Rocky Hill" sobre Castro, un área densamente poblada por finlandeses en ese momento, en consecuencia apodada Finn Town.
En 1899 se fundó la Primera Iglesia Luterana Finlandesa en 50 Belcher Street, en lo que entonces se consideraba parte del distrito Eureka Valley de San Francisco, pero que se ubica en las afueras de lo que hoy es más conocido como el Distrito Castro. Junto a ella, el 17 de septiembre de 1905, se colocó la primera piedra de la iglesia danesa St. Ansgar en 152 Church Street, entre Market Street y Duboce Avenue. Durante el terremoto de San Francisco del 18 de abril de 1906 y sus consecuencias, la casa parroquial sirvió como estación de alimentación y hospital. En 1964, St. Ansgar se fusionó con la Primera Iglesia Luterana de Finlandia. El nombre de la iglesia unida, St. Francis Lutheran Church, se derivó de San Francisco.
Antes del terremoto de San Francisco de 1906, casi todos los niños que asistían a la escuela McKinley (ahora Escuela Primaria McKinley) en 1025 14th Street (en Castro) eran finlandeses. Después del terremoto, un gran número de finlandeses de San Francisco y otros lugares se trasladaron a Berkeley, donde ya se había establecido una comunidad finlandesa antes del terremoto. Una gran parte de la población temprana de Berkeley era finlandesa. El marco de ladrillo y madera del edificio de la Iglesia Luterana de San Francisco sobrevivió al terremoto de San Francisco de 1906 y luego se usó durante varios meses como enfermería. Después del terremoto, el mismo año, los finlandeses fundaron la Iglesia Luterana de la Cruz en Berkeley, en University Avenue, donde la congregación luterana todavía opera hoy.
Alrededor de 1910, una casa de baños llamada Finnila's Finnish Baths (Baños Finlandeses de Finnila) comenzó a atender a los clientes en el distrito de Castro, en 9 Douglass Street. Su apertura como negocio oficial al servicio del público en general se dio en 1913. En 1919, el negocio se mudó al 4032 de la calle 17, media cuadra al oeste de la concurrida calle Castro. En 1932, el negocio se mudó nuevamente, ahora a 2284 Market Street. En 1986, después de haber estado estacionado en el distrito Castro durante más de siete décadas, el negocio se mudó por última vez, ahora a 465 Taraval Street en el distrito Sunset de San Francisco, donde continuó como Finnila's Health Club, sirviendo solo a mujeres. A pesar de las protestas públicas y los intentos de evitar el cierre de la popular casa de baños Finnila's en Market Street, Alfred Finnila demolió el antiguo edificio de la casa de baños poco después de la fiesta de despedida celebrada a fines de diciembre de 1985. Hoy en día, la familia Finnila es propietaria del nuevo edificio Market & Noe Center en la ubicación de la antigua casa de baños, en la esquina de las calles Market y Noe.

### Época de transformaciones

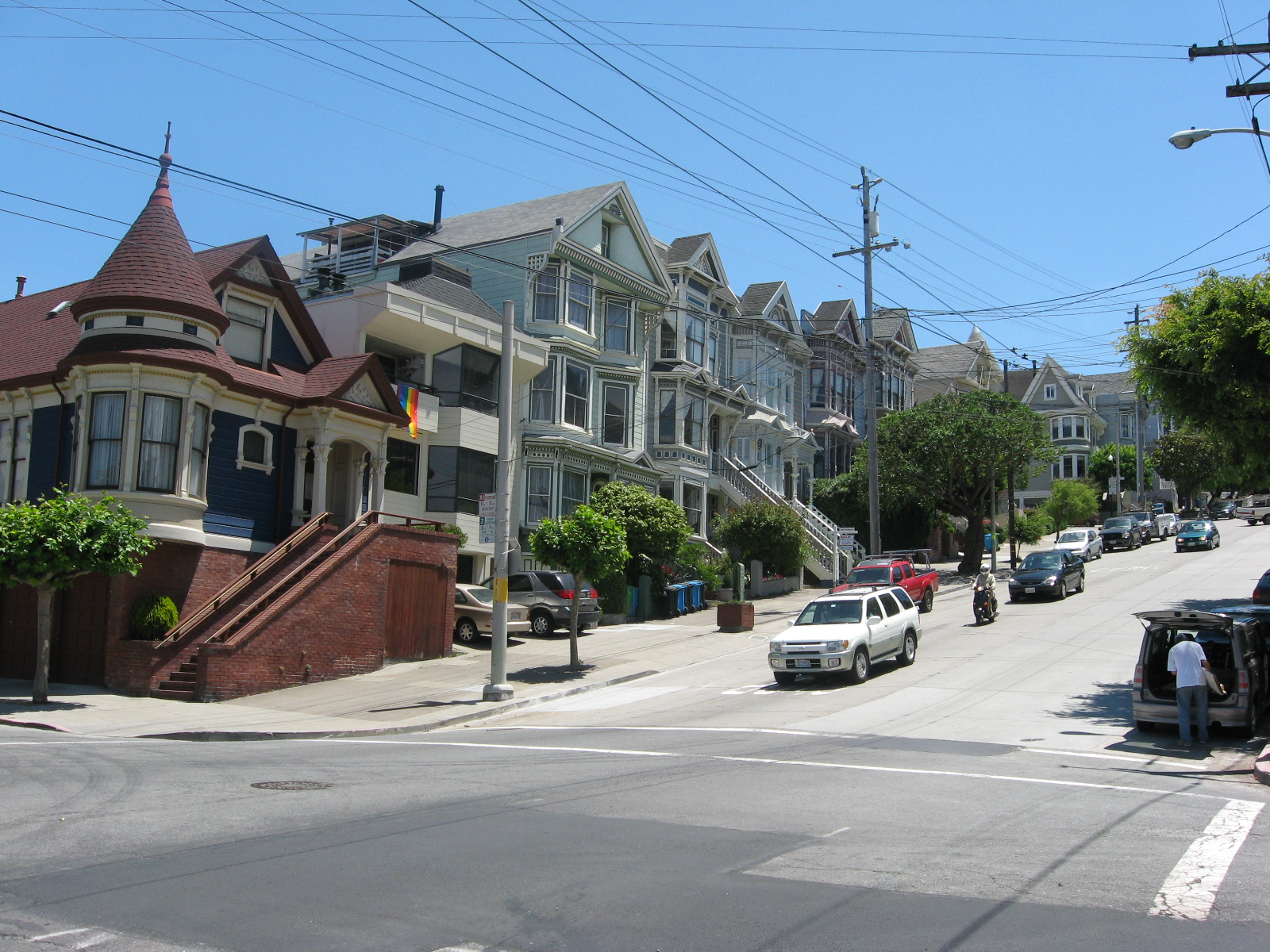
La esquina de la calle Nº20 y Castro.

Desde 1910, el Castro fue conocido como la Pequeña Escandinavia por su gran número de pobladores de origen sueco, noruego, danés y finlandés.
La novela de 1943 Mama's Bank Account de Kathryn Forbes se centró en una familia noruega que vivía en la zona en la década de 1910. El libro de Forbes sirvió de inspiración para la obra de teatro I Remember Mama de John Van Druten de 1944. La obra fue adaptada a una producción teatral de Broadway en 1944, a una película en 1948, a una serie de televisión de CBS titulada Mama desde 1949 hasta 1957, a una obra de Lux Radio Theatre a fines de la década de 1950, y a un musical de Broadway en 1979. Mama's Bank Account reflejaba el (entonces) vecindario de Eureka Valley, donde durante generaciones los noruegos adoraban en la Iglesia Luterana Noruega en las calles 19 y Dolores, y se reunían para eventos sociales fraternales y bailes los sábados por la noche. en Dovre Hall, 3543 18th Street, ahora conocido como The Women's Building.
The Cove on Castro solía llamarse The Norse Cove en ese momento. La Misión de Marineros Escandinavos operó durante mucho tiempo en 15th Street, cerca de Market Street, a la vuelta de la esquina del Swedish-American Hall, que permanece en el distrito. En la década de 1920, durante la época de la Ley Seca, la planta baja del Swedish-American Hall sirvió como un bar clandestino, uno de los muchos en el área.
Todavía se pueden ver construcciones de "medio entramado" de estilo escandinavo en algunos de los edificios a lo largo de Market Street, entre las calles Castro y Church. Un restaurante llamado Scandinavian Deli funcionó durante décadas en Market Street, entre las calles Noe y Sánchez, casi directamente enfrente de Finnila's.
Al recibir una afluencia de inmigrantes irlandeses, italianos y otros en la década de 1930, Castro se convirtió gradualmente en un barrio de clase trabajadora étnicamente mixto, y permaneció así hasta mediados de la década de 1960. Originalmente había una línea de funicular con grandes carros de dos extremos que recorrían Castro Street desde Market Street hasta 29th St., hasta que las vías fueron desmanteladas en 1941 y la línea de funicular fue reemplazada por el autobús 24 del Muni. El Castro se encuentra al final de la parte recta de la calle Market Street, y un área principalmente residencial sigue a Market Street a medida que se curva y se eleva hacia arriba y alrededor de las montañas Twin Peaks.

### Comunidad LGBT

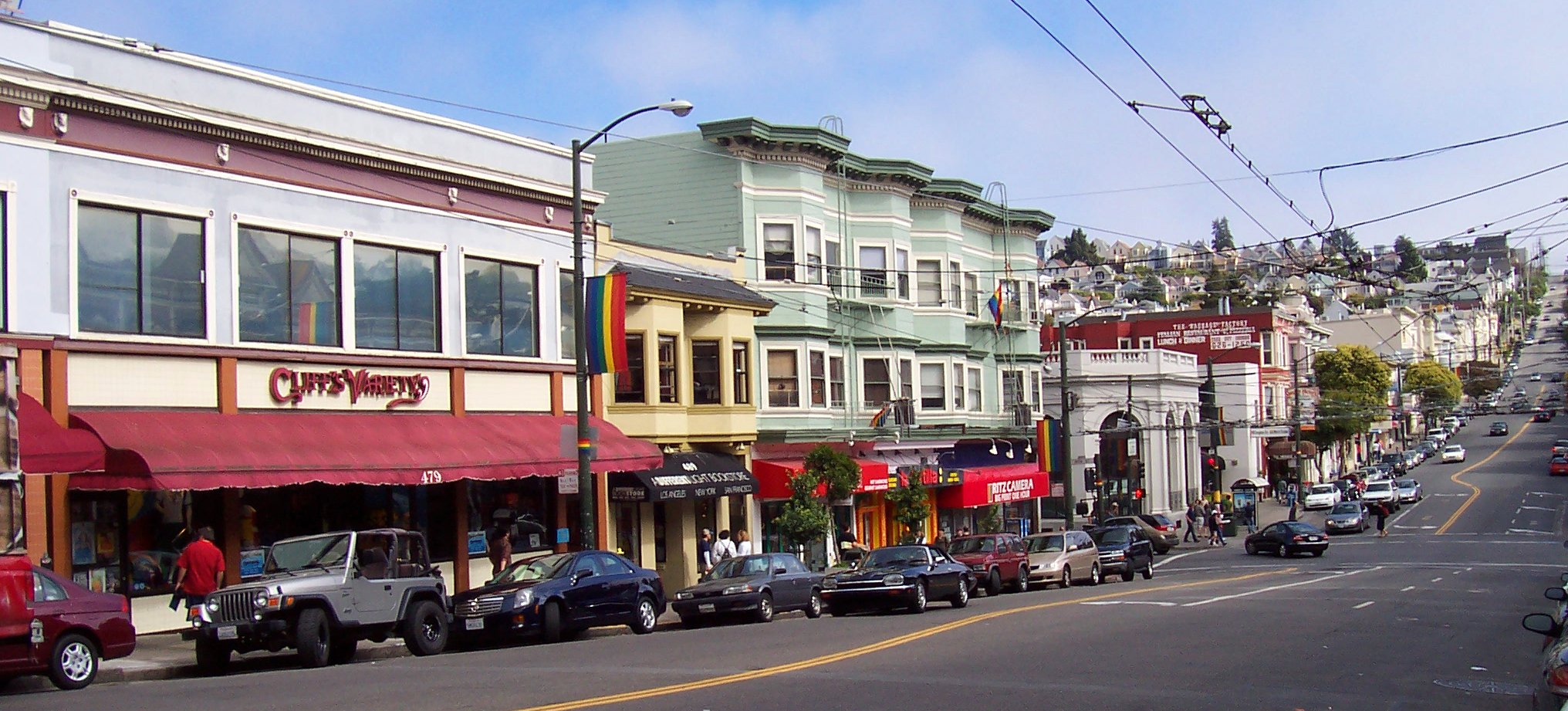
Comercios en Castro Street cerca de la intersección con calle Nº18. Las banderas gays son colgadas como banderolas cerca de las luces a los laterales de la calle.

El Ejército de los Estados Unidos dio de baja en San Francisco a miles de militares homosexuales del Frente del Océano Pacífico en la Segunda Guerra Mundial (principios de la década de 1940) debido a su sexualidad. Muchos se establecieron en el Área de la Bahía, San Francisco y Sausalito. En San Francisco había comenzado a establecerse una comunidad gay en numerosas áreas, incluida Polk Street (que solía considerarse el centro gay de la ciudad desde la década de 1950 hasta principios de la de 1980), Tenderloin y South of Market. La década de 1950 vio a un gran número de familias mudarse de Castro a los suburbios en lo que se conoció como la "fuga blanca", dejando abiertas grandes cantidades de bienes raíces y creando lugares atractivos para compradores homosexuales. Missouri Mule abrió por primera vez en 1935 por el inmigrante noruego Hans K Lund y encontraría su lugar en la historia de San Francisco convirtiéndose en un orgulloso ícono de la comunidad LBGTQ luego de su reapertura en 1963.
La era de Castro como meca gay comenzó a fines de la década de 1960 con el Verano del amor en el distrito vecino de Haight-Ashbury en 1967. Los dos vecindarios están separados por una colina empinada, coronada por el Buena Vista Park. Los movimientos hippie y de amor libre habían fomentado ideas de vida comunitaria y sociedad libre, incluida la vivienda de grandes grupos de personas en comunas hippies. La androginia se hizo popular entre los hombres incluso con barba completa cuando los hippies homosexuales comenzaron a mudarse al área. La reunión de 1967 atrajo a decenas de miles de jóvenes de clase media de todos los Estados Unidos a Haight, que experimentó su propio éxodo cuando individuos y colectivos bien organizados comenzaron a ver a Castro como un oasis de la afluencia masiva. Muchos de los hippies no tenían forma de mantenerse ni lugares donde refugiarse. The Haight se volvió violento y lleno de drogas, ahuyentando a la población gay, que buscaba un área más estable para vivir.
La comunidad gay creó un centro urbano elegante y de moda en el distrito de Castro en la década de 1970. Muchos gays de San Francisco también se mudaron allí en los años alrededor de 1970 desde lo que entonces era el barrio gay más destacado, Polk Gulch, porque las grandes casas victorianas estaban disponibles a bajos alquileres o disponibles para comprar con pagos iniciales bajos cuando sus antiguos propietarios de clase media tenían huyeron a los suburbios.

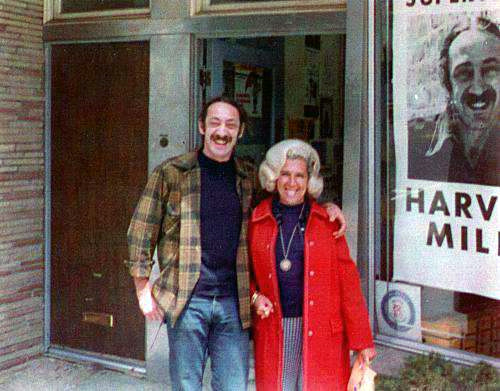
Harvey Milk, aquí con su cuñada frente a Castro Camera en 1973. Su tienda fue utilizada como sede de su campaña y sigue siendo un destino turístico.

Para 1973, Harvey Milk, quien se convertiría en el residente más famoso del vecindario, abrió una tienda de cámaras, Castro Camera, y comenzó a involucrarse políticamente como activista gay, contribuyendo aún más a la noción de Castro como un destino gay. Parte de la cultura de fines de la década de 1970 incluía lo que se denominó el "clon de Castro", una forma de vestir y arreglarse personalmente que ejemplificaba la masculinidad de los hombres de la clase trabajadora en la construcción: jeans ajustados, botas de combate negras o arena, pantalones ajustados y una camiseta o, a menudo, una camisa de cocodrilo Izod, posiblemente una camisa exterior de franela a cuadros rojos y, por lo general, con bigote o barba poblada, en boga entre la población masculina gay en ese momento, y que dio lugar al apodo de "Cañón de Clones" para el tramo de la calle Castro entre las calles 18 y Market.
Había numerosos locales famosos en el área que contribuían a la vida nocturna, incluidos Corner Grocery Bar, Toad Hall, Pendulum, Midnight Sun, Twin Peaks y Elephant Walk. Una típica escena callejera diurna de la época quizás se ilustre mejor al mencionar a los bailarines masculinos que se podían encontrar bailando cuando hacía buen tiempo en la esquina de 18 y Castro en "Hibernia Beach", frente a la institución financiera de la que recibió su nombre. Luego, por la noche, después de que los bares cerraban a las 2 a. m., los hombres que quedaban a esa hora a menudo hacían fila a lo largo de la acera de la calle 18 para indicar que todavía estaban disponibles para irse a casa con alguien (también conocido como "The Meat Rack").
El área se vio muy afectada por la crisis del VIH/SIDA de la década de 1980. A partir de 1984, los funcionarios de la ciudad comenzaron a tomar medidas enérgicas contra las casas de baños y lanzaron iniciativas destinadas a prevenir la propagación del SIDA. Los quioscos que bordean Market Street y Castro Street ahora tienen carteles que promueven el sexo seguro y exámenes de VIH junto con los que anuncian servicios de citas en línea.
En 2019, el miembro de la Junta de Supervisores de San Francisco, Rafael Mandelman, fue el autor de una ordenanza para crear el distrito Cultural LGBTQ Castro; la ordenanza fue aprobada por unanimidad.

## Lugares notables

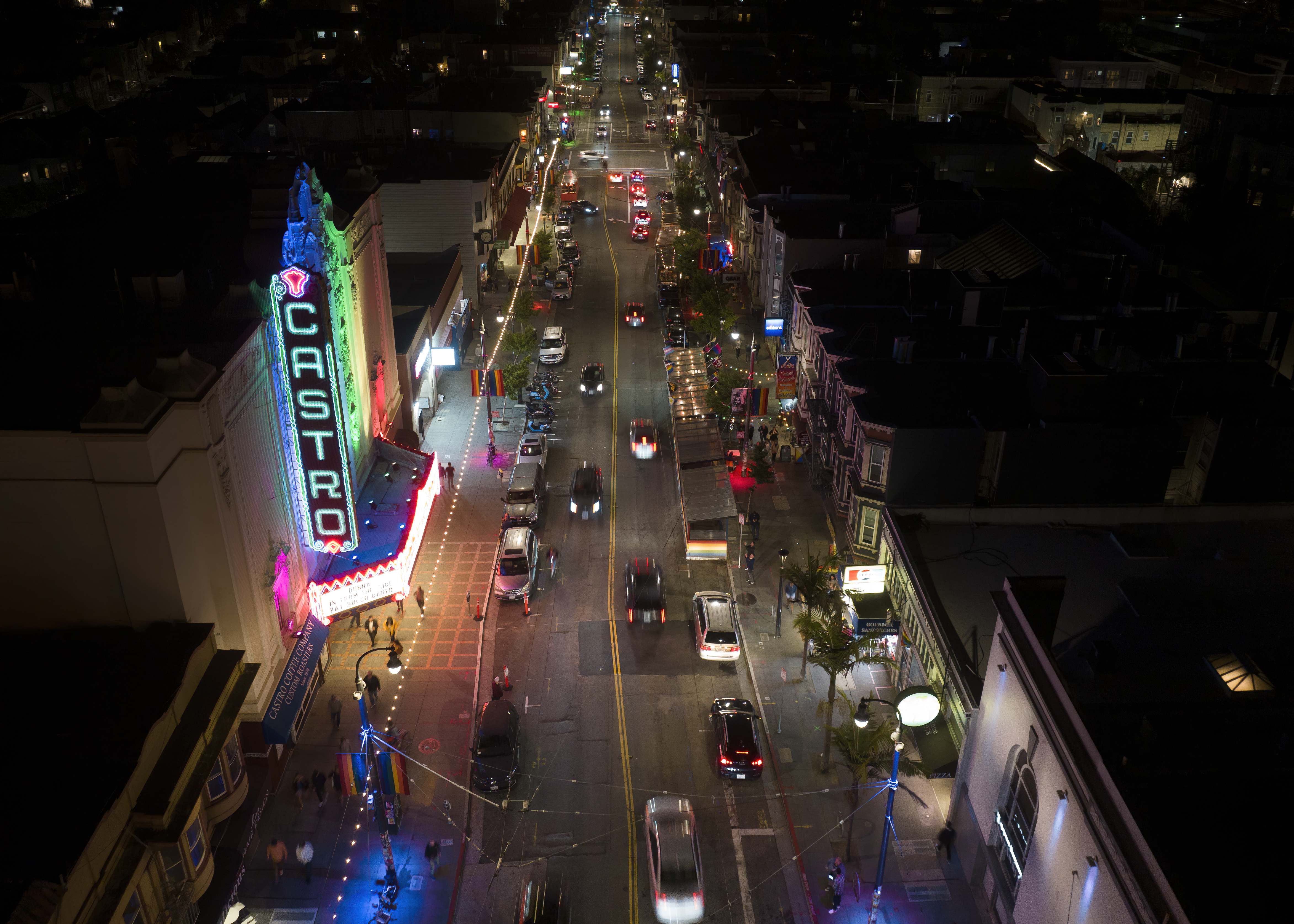
Vista aérea de la calle Castro en junio de 2022.

- Teatro Castro, cine y teatro construido en 1922.
- La línea de tranvías F Market entre calle Nº17 y calle Castro.
- Estación Castro, de la línea subterránea Muni Metro, ubicada en la plaza Harvey Milk.
- El número 575 de la calle Castro, recientemente declarado como histórico, edificio donde se situó la vivienda y tienda "Castro Camera", perteneciente al político y empresario Harvey Milk, frente al cual hay una placa de bronce conmemorativa y dentro del local hay un mural también conmemorativo.
- El Parque del Triángulo Rosa, monumento conmemorativo a los homosexuales perseguidos en la Alemania nazi.

## Festividades
- Feria de la calle Castro
- Marcha de Dykes (el término Dyke se refiere a un cierto grupo mujeres lesbianas)
- Halloween.
- Sábado Rosa.
- Festival Internacional de Cine LGBT de San Francisco.

## Demografía
En noviembre de 2000, el periódico Noe Valley Voice reportó las siguientes estadísticas para el distrito 8, que incluye Noe Valley, Diamond Heights, Glen Park, Twin Peaks, Corona Heights, Duboce/Triángulo Invertido y Castro/Dolores Height. La publicación citó una encuesta del año 1999 de votantes registrados por el centro David Binder, una prominente agencia encuestadora.
- Blancos: 81%
- Rango de edad de 30-49 años: 54%
- Hombres: 58%
- Gay/lesbianas: 41% (15.4% en toda la ciudad)[36]
- Alquileres de hogar: 55%
- Graduados de nivel secundario: 71%
- Demócratas: 72%
- Republicanos: 12%
- Con afiliación religiosa: 56%
- No religiosos: 40%

## Turismo LGBT

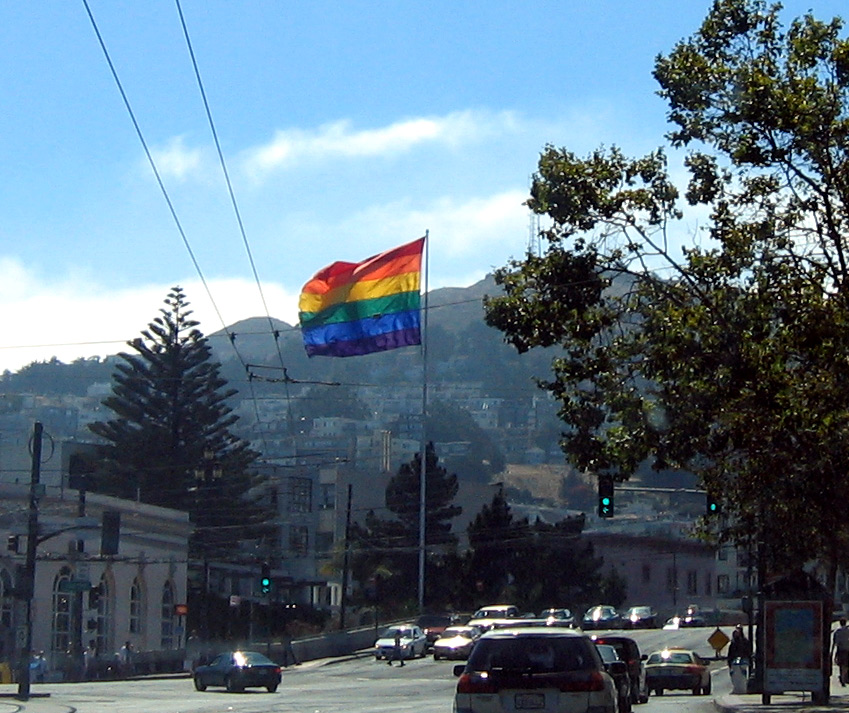
La bandera LGBT en la intersección de Market, Castro y la calle 17.

San Francisco tiene una economía turística grande y próspera debido a comunidades étnicas y culturales como Chinatown, North Beach, Haight-Ashbury y Castro. El Castro es un sitio de éxito económico que atrae capital durante todo el año con muchos eventos dirigidos a la comunidad gay junto con los negocios cotidianos.
El Castro es un "mercado próspero para todo lo que sea gay", lo que significa que el área atiende a personas que se identifican con la cultura LGBT y otros significados asociados a la palabra gay. Hay cafeterías, el Teatro Castro y muchos negocios que atienden o reciben abiertamente a los consumidores LGBT. Estos establecimientos hacen del Castro una zona de alto gasto y de alto tráfico turístico. Además de los vecinos de la ciudad, la gente se desplaza para visitar los comercios y restaurantes así como los eventos que se realizan, como la Feria de la Calle Castro. Eventos como la feria promueven negocios para la comunidad y atraen a personas de todo el país que visitan únicamente por la atmósfera que brinda Castro. Las personas que no necesariamente se sienten cómodas expresándose en su propia comunidad tienen la libertad de viajar a lugares como el Castro para escapar de la alienación y sentirse aceptados. Hay un sentido de pertenencia y aceptación que se promueve en todo el distrito para acomodar a personas no heteronormativas que atraen a muchos viajeros LGBT.
La Asociación Empresarial Golden Gate (Golden Gate Business Association, GGBA) se creó en 1974 para ayudar a promover el Castro como un lugar para turistas, pero también a San Francisco y las empresas LGBT en general. La GGBA buscó ganar poder político local y esperaba lograr sus ganancias a través de un aumento en el turismo gay, y la asociación formó la Oficina de Visitantes y Turismo Gay de San Francisco en 1983. La industria del turismo LGBT impulsa y beneficia la economía debido a la afluencia constante de los consumidores.